# Typhlonectes
Typhlonectes – rodzaj płazów beznogich z rodziny Typhlonectidae.

## Rozmieszczenie geograficzne
Rodzaj obejmuje gatunki występujące w północnej Ameryce Południowej.

## Systematyka
Rodzaj zdefiniował w 1880 roku niemiecki zoolog Wilhelm Peters w artykule zatytułowanym O klasyfikacji Caecilia, w szczególności o rodzajach Rhinatrema i Gymnopis, opublikowanym w czasopiśmie „Monatsberichte der Königlichen Preussische Akademie des Wissenschaften zu Berlin”. Gatunkiem typowym jest (późniejsze oznaczenie) strumienica płaskoogonowa (T. compressicauda).

### Etymologia
- Typhlonectes (Thyphlonectes): gr. τυφλος tuphlos ‘ślepy’; νηκτης nēktēs ‘pływak’, od νηχω nēkhō ‘pływać’[1].
- Pseudotyphlonectes: gr. ψευδος pseudos ‘fałszywy”’; rodzaj Typhlonectes Peters, 1880[3]. Gatunek typowy (oryginalne oznaczenie): Caecilia natans Fischer, 1880.

### Podział systematyczny
Do rodzaju należą następujące gatunki:
- Typhlonectes compressicauda (A.M.C. Duméril & Bibron, 1841) – strumienica płaskoogonowa[6]
- Typhlonectes natans (Fischer, 1880)